# Markos Howannisjan
Markos Howannisjan – duchowny Apostolskiego Kościoła Ormiańskiego, od 2015 biskup Ukrainy. Sakrę otrzymał 19 listopada 2006 roku..